# Ludovico Tommasi
Pour les articles homonymes, voir Tommasi.

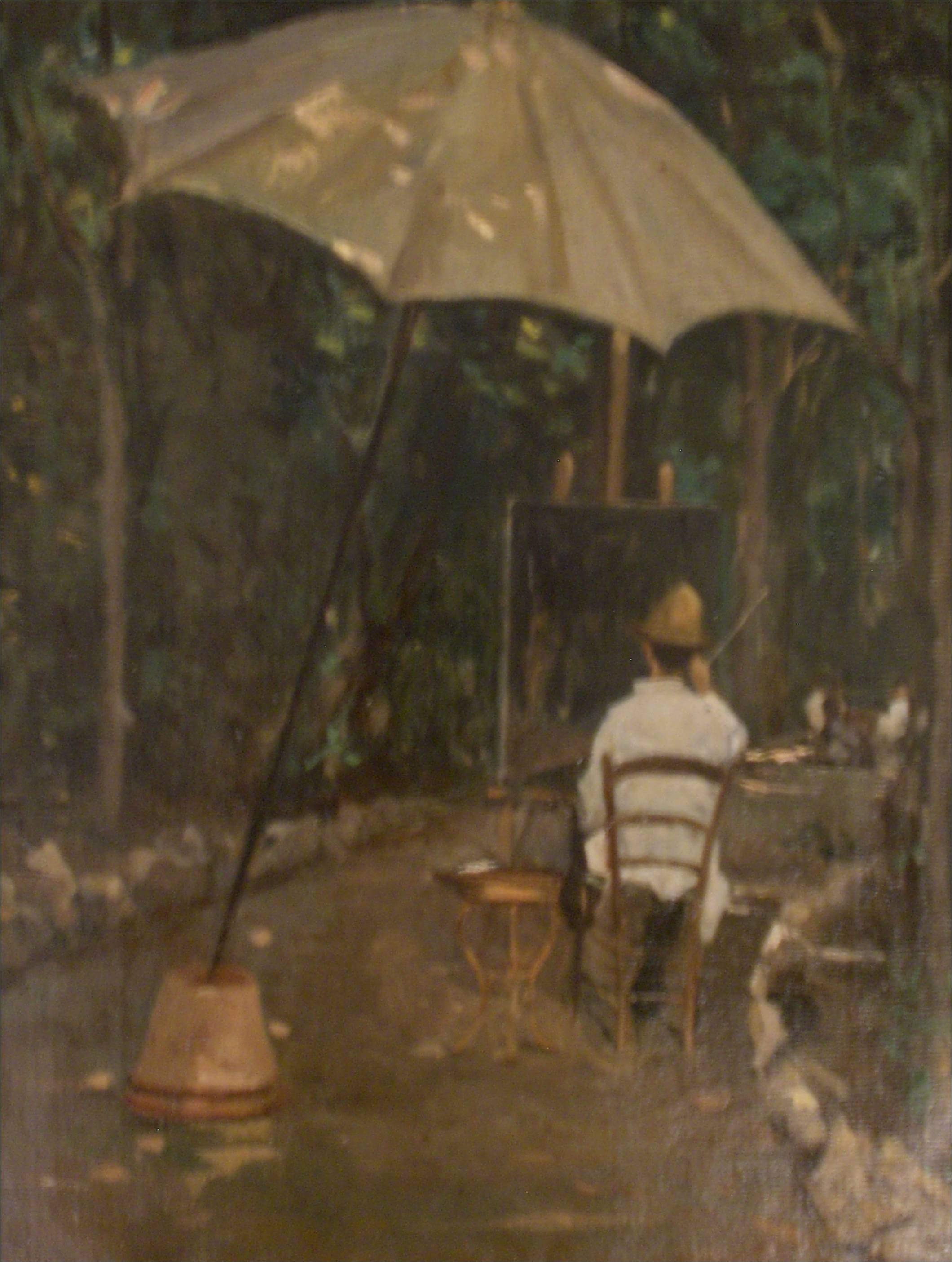
Le peintre Tommasi en train de peindre, par Silvestro Lega.

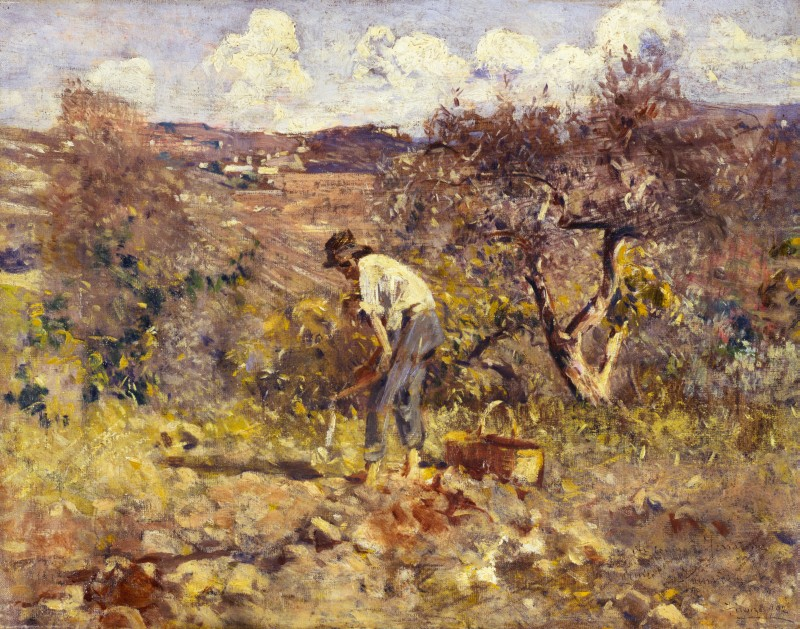
Lavoro à Campagna, 1902 ca. (Fondazione Cariplo).

Ludovico Tommasi ou Lodovico Tommasi, né le 16 juillet 1866 à Livourne et mort le 7 février 1941 à Florence, est un peintre et graveur italien.

## Biographie
Ludovico Tommasi naît le 16 juillet 1866 à Livourne.
Inspiré par l'exemple de son frère aîné Angiolo et de son cousin Adolfo, Ludovico Tommasi se consacre à la peinture, développant son art en contact étroit avec Silvestro Lega, un visiteur fréquent de la villa de la famille Tommasi à Bellariva. Après son service militaire à Milan entre 1888 et 1891, Tommasi et son frère Angiolo fréquentent le cercle culturel qui gravite autour de Giacomo Puccini à Torre del Lago, et c'est là qu'il entre en contact avec plusieurs représentants de l'avant-garde artistique toscane, dont Galileo Chini et Oscar Ghiglia.
Vers la fin du XIXe siècle, il s'intéresse aux recherches divisionnistes menées à cette époque par son ami Plinio Nomellini. Il participe régulièrement aux principales manifestations artistiques en Italie et à l'étranger. En 1913, il fait partie des participants de la faction dissidente romaine du groupe Giovane Etruria qui revient à la tradition naturaliste toscane, entraînant la renaissance de formes plus classiques dans les années qui suivent la Première Guerre mondiale. Dans sa maturité, il se consacre à la gravure et ouvre en 1912 une école de gravure à Florence.
En 1884, il expose Studio al Vero à la Promotrice. En 1886  il participe à la première exposition des beaux-arts de Livourne avec Bellariva sull'Arno a Florence. Il continue à exposer à la Florentine Promotrici. Après avoir servi dans l'armée, il expose Inverno à la Promotrice florentine de 1894 et Notti Umane à la première Biennale de Venise. Il rejoint un groupe connu plus tard sous le nom de Giovane Etruria (Jeune Etrurie), qui en 1913 expose leurs œuvres à la Secessione Romana de 1913. Dans les années 1930, il peint des sujets folkloriques dans un style « sévère et monumental » préféré par les fascistes. Vita semplice, une grande toile est exposée à la Biennale de Venise 1930,.